# Histoire d'Indre-et-Loire
 (avril 2024).
Si vous disposez d'ouvrages ou d'articles de référence ou si vous connaissez des sites web de qualité traitant du thème abordé ici, merci de compléter l'article en donnant les références utiles à sa vérifiabilité et en les liant à la section « Notes et références ».

Le département d'Indre-et-Loire correspond à l'ancienne province de Touraine, dont le nom provient de la tribu gauloise des Turones, ainsi que toute la partie orientale de l'ancienne province d'Anjou (Bourgueil, Gizeux, Château-la-Vallière). 

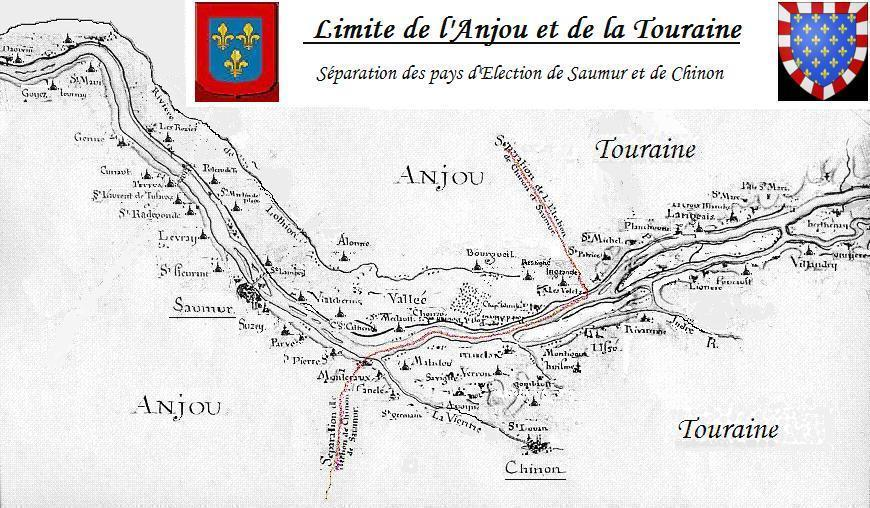
Limite de l'Anjou et de la Touraine de part et d'autre de la Loire au XVIIIe siècle

Après la guerre des Gaules, Tours, ancienne Caesarodunum, était une ville d'importance moyenne dans la Gaule romaine. On estime sa population à entre 3 000 et 5 000 habitants au Ier siècle apr. J.-C. La région est alors exclusivement rurale, vivant de l'agriculture, d'élevage et de la chasse. Caesarodunum tire cependant un bénéfice non négligeable de la Loire, profitant du sel qui remonte de l'océan. Elle se trouve également au croisement de plusieurs voies romaines, lui assurant de petites retombées commerciales.
À la dislocation de l'Empire romain, Tours est devenue l'une des places majeures de la France actuelle. Elle est alors située dans le royaume gallo-romain. Au milieu du VIe siècle, le nord du département est un fief de Childebert, et le sud de Clotaire. La Touraine marque l'expansion maximale arabe au VIIIe siècle. C'est dans l'actuel département de la Vienne que les historiens ont localisé la bataille de Poitiers (également nommée "bataille de Tours"), qui marqua un coup d'arrêt dans l'expansion du territoire des Sarrasins. Il apparaît vraisemblable que la partie sud du département ait été occupée pendant quelques mois.
Au IXe siècle, la région passe dans la Neustrie de Charles le Chauve, à la suite du partage de Verdun. Le domaine royal s'étend alors des Flandres à la Navarre. La Touraine formera ensuite le Comté de Tours, avant d'être définitivement rattachée au Domaine royal en 1259. Seule une petite part du département, au nord-ouest, était alors situé dans le comté d'Anjou.
L'âge d'or de la Touraine commence vers 1450, sous l'impulsion de Louis XI, dont la dynastie était originaire de Touraine. Il recentra le pouvoir sur Tours (plus précisément sur le château de Plessis-lès-Tours, sur la commune de La Riche) et à Amboise, où il fit édifier un somptueux château. Sa Cour le suit alors, assurant la richesse de la région. La population de Tours passe alors à 20 000 habitants, la ville est une capitale en matière d'orfèvrerie et de tannerie.
Dans les 75 ans qui suivirent, de multiples châteaux sont édifiés dans les environs, à Chenonceau, Chambord, Villandry, Ussé pour ne citer que les plus connus. Léonard de Vinci s'installe vers la fin de sa vie au Clos Lucé, à Amboise, François Ier résidant au château à quelques centaines de mètres de là.
Le déclin commence cependant à partir de la mort de ce dernier. La dynastie des Médicis délaisse la région, lui préférant Paris et Fontainebleau. Seul Richelieu fit construire son palais à côté de la ville qu'il fit construire dans le sud du département et qui porte son nom. Ce palais, équivalent avant l'heure de Versailles irradiait la région de sa splendeur. Il fut cependant délaissé à la mort du cardinal en 1642, et démantelé à la Révolution française.
Les XVIIe et XVIIIe siècles furent donc ceux de la stagnation, la population n'augmentant pas, le pouvoir et la richesse étant centralisés sur Paris et les ports royaux. La vigne commence cependant à être exploitée sur les coteaux de la Loire. La renaissance du département démarra à la fin du règne de Louis XV, qui décida de l'aménagement de grandes routes au départ de Paris. L'une d'elles, la route de Paris à Hendaye, et donc à l'Espagne, passe par Tours. Le percement de cet axe lance une réorganisation profonde de la ville, avec la construction d'une entrée monumentale et d'un grand pont en pierre de taille.
La Révolution française fit assez peu de victimes en Indre-et-Loire mais l'amputa d'une grande partie de son patrimoine. De nombreux châteaux appartenant à des nobles furent ainsi rachetés pour être démantelés pierre par pierre, les églises étant pillées, saccagées. C'est également à cette époque-là que le département que l'on connaît aujourd'hui fut créé, le 4 mars 1790, en application de la loi du 22 décembre 1789, ce à partir de l'ancienne province de Touraine et de toute la partie orientale de l'ancienne province d'Anjou.
De 1791 à 1793, les 7 districts (Tours, Amboise, Château-Renault, Loches, Chinon, Preuilly et Langeais) du département fournirent 5 bataillons de volontaires nationaux.

## Communes de l'ancienne province d'Anjou situées dans le département
- Avrillé-les-Ponceaux,

La sénéchaussée de Baugé en Anjou au XVIIIe siècle.

- Benais, Braye-sur-Maulne, Bourgueil, Brèches,
- Channay-sur-Lathan, La Chapelle-sur-Loire, Château-la-Vallière, Chouzé-le-SecChouzé-sur-Loire,
- Continvoir, Couesmes, Courcelles-de-Touraine,
- Gizeux,
- Hommes,
- Ingrandes-de-Touraine
- Lublé,
- Marcilly-sur-Maulne,
- Restigné, Rillé,
- Saint-Laurent-de-Lin, Saint-Nicolas-de-Bourgueil, Saint-Philibert-de-la-Pelouse, Saint-Symphorien-les-Ponceaux,
- Savigné-sur-Lathan,
- Villiers-au-Bouin.

Enfin, la ville de Richelieu et les paroisses situées autour de cette cité furent rattachée administrativement, lors de sa création par Richelieu, au gouverneur de Saumur et à la sénéchaussée de Saumur.
Des anciennes places fortes angevines au Moyen Âge sont  maintenant situées en Touraine : 
Chinon, Langeais, Loches.